# 裴衍
裴 衍（はい えん、生年不詳 - 孝昌3年12月19日（528年1月26日））は、中国の南北朝時代の官僚・軍人。字は文舒。本貫は河東郡聞喜県。

## 経歴
裴叔宝（裴叔業の兄）の子として生まれた。学識に優れ、孝行で知られた。斉の東昏侯に仕えて、陰平郡太守に上った。景明2年（501年）、北魏に帰順して、通直郎の位を受けた。官を辞して嵩山に隠棲した。
宣武帝の末年に山を出て、再び官途についた。孝明帝のときに散騎侍郎の位を受け、行河内郡事をつとめた。まもなく建興郡太守に任じられた。河内郡太守に転じ、征虜将軍の号を加えられた。母が死去したため、辞職して喪に服した。
孝昌元年（525年）、梁の将軍の曹義宗が荊州に進攻し、荊州の少数民族が呼応して、北魏側の交通を遮断した。都督の崔暹が数万の軍を率いて荊州の救援に向かい、魯陽に入ったが、それ以上前進できなかった。荊州が危うくなり、洛陽の朝廷はこれを憂慮した。裴衍は別将として仮の前将軍となり、恒農郡太守の王羆とともに1万の軍を率いて武関から出て荊州の救援に向かった。梁軍を析陽で迎え撃って、勝利を挙げ、梁軍を撤退させると、荊州の包囲を解いた。使持節・散騎常侍・平東将軍に任じられた。仮の安東将軍・北道都督として、鄴の西の武城に駐屯し、安陽県開国子に封じられた。
孝昌3年（527年）、安楽王元鑑が相州で反乱を起こすと、裴衍は都督の源子邕や李神軌らとともに元鑑を討ち、反乱を平定した。撫軍将軍・相州刺史に任じられ、仮の鎮北将軍・北道大都督となって、臨汝県開国公に封じられた。
同年12月（528年1月）、源子邕とともに葛栄を討つため北へ向かった。軍が陽平の東北の漳水の褶曲したところで、葛栄軍と野戦して敗死した。使持節・車騎大将軍・司空・相州刺史の位を追贈された。
子の裴嵩が後を嗣ぎ、東魏の武定年間に河内郡太守となった。

## 伝記資料
- 『魏書』巻71 列伝第59
- 『北史』巻45 列伝第33